# Shinjuku Station
Shinjuku Station (新宿駅 Shinjuku-eki) er en betydningsfuld jernbanestation i Shinjuku og Shibuya distrikterne i Tokyo.
Stationen fungerer som trafikknudepunkt for jernbanetrafik mellem Tokyos specielle bydistrikter og det vestlige Tokyo på intercity, nærbaner og undergrundsbanelinjer. I gennemsnit bruges stationen af 3,64 mio. passagerer om dagen (2007), hvilket gør det til verdens klart travleste trafikknudepunkt (hvilket stationen er registreret som i Guinness Rekordbog). Stationen har 36 platforme. Inklusive en underjordisk arkade og der er over 200 udgange.

## Linjer
Shinjuku serviceres af følgende jernbanesystemer:
- JR East:
  - Yamanote Line
  - Chūō Main Line (Limited Express)
  - Chūō Rapid Line
  - Chūō-Sōbu Line
  - Shōnan-Shinjuku Line
  - Saikyō Line

- Odakyu Electric Railway:
  - Odakyu Odawara Line

- Keio Corporation:
  - Keiō Line
  - Keiō New Line

- Tokyo Metro:
  - Marunouchi Line

- Toei Subway:
  - Toei Shinjuku Line
  - Toei Ōedo Line

### Handelsfaciliteter
Mange stormagasiner og indkøbscentre er bygget direkte sammen med stationen, disse inkluderer:
- Lumine Est - over JR's østindgang
- Odakyu department store - over Odakyu lines forhal
- Odakyu Mylord - over den sydlige del af Odakyu lines forhal
- Lumine 1 shopping mall - over Keio Lines forhal
- Lumine 2 shopping mall - over JR's syd og Lumines indgang
- Keio Department store - over Keio Lines forhal
- Keio Mall - underjordisk indkøbscenter sydvest for Keio Lines forhal
- Odakyu Ace - underjordisk indkøbscenter under busterminalen ved vestindgangen.

Shinjuku Station er forbundet med underjordiske passagerveje og indkøbscentre til:
- Nishi-Shinjuku Station (Tokyo Metro Marunouchi Line)
- Seibu Shinjuku Station (Seibu Shinjuku Line)
- Shinjuku-nishiguchi Station (Toei Ōedo Line)
- Shinjuku-sanchōme Station (Tokyo Metro Marunouchi Line, Tokyo Metro Fukutoshin Line og Toei Shinjuku Line)
- Tochōmae Station (Toei Ōedo Line)

Nærliggende stationer som ikke er forbundet med underjordiske passagerveje (under 500m) inkluderer:
- Shinjuku-gyoemmae Station
- Yoyogi station
- Higashi-Shinjuku Station
- Okubo Station
- Shin-Okubo Station
- Minami-Shinjuku Station

### Busterminaler
Der er en busterminal ved vestudgangen som servicerer både lokal- og langdistance busser. Der er også en JR Highway Bus terminal ved sydindgangen.

## Passagerstatistik
Passagerstatistikken omfatter det samlede antal af påstigere og afstigere.
| Operator    | Operator      | Antal   | Regnskabsår | Kilder                                       | Noter                                                         |
| ----------- | ------------- | ------- | ----------- | -------------------------------------------- | ------------------------------------------------------------- |
| JR East     | JR East       | 751.018 | 2013        | [ 1 ]                                        | Kun påstigende passager medregnet. Travleste station i Japan. |
| Odakyu      | Odakyu        | 494.184 | 2013        | [ 2 ]                                        | Den travleste Odakyu station                                  |
| Keio        | Keio          | 730.849 | 2013        | [ 3 ]                                        | Den travleste (ikke-Japan Rail) jernbanestation i Japan       |
| Tokyo Metro | Tokyo Metro   | 227.366 | 2013        | [ 4 ]                                        | Den 6. travleste Tokyo Metro station                          |
| Toei        | Shinjuku Line | 266.869 | 2013        | 134.185 påstigninger og 132.684 afstigninger | Den travleste Toei subway station                             |
| Toei        | Ōedo Line     | 133.075 | 2013        | 64.701 påstigninger og 68.374 afstigninger   | Den travleste Toei subway station                             |

Passagerstatitik for påstigende JR East passagerer:
| Regnskabsår | Dagligt gennemsnit |
| ----------- | ------------------ |
| 1913        | 5.052              |
| 1960        | 305.236            |
| 1971        | 614.419            |
| 1984        | 648.659            |
| 2000        | 753.791            |
| 2005        | 747.930            |
| 2010        | 736.715            |
| 2011        | 734.154            |
| 2012        | 742.833            |
| 2013        | 751.018            |

## Historie
Shinjuku Station åbnede i 1885, som et stop på Japan Railways Akabane-Shinagawa linje (i dag en del af Yamanote Line). Shinjuku var et stille samfund på det tidspunkt og der var begrænset trafik. Åbningen af Chūō Line (1889), Keiō Line (1915) og Odakyū Line (1923) medførte stigende trafik. Metro-services begyndte i 1959.